# Diocese de Merlo-Moreno
A Diocese de Merlo-Moreno (em latim: Dioecesis Merlensis-Morenensis) é uma diocese localizada na cidade de Merlo, pertencente á Arquidiocese de Mercedes-Luján na Argentina. Foi fundada em 13 de maio de 1997 por São João Paulo II. Com uma população católica de 917.280 habitantes, sendo 80,0% da população total, possui 38 paróquias com dados de 2017.

## História
A diocese de Merlo-Moreno foi criada com a desmembração da Diocese de Morón em 13 de maio de 1997. 

## Lista de bispos
A seguir uma lista de bispos desde a criação da diocese. 
|                          | Nome                                  | Período    | Notas                       |
| Bispos                   | Bispos                                | Bispos     | Bispos                      |
| ------------------------ | ------------------------------------- | ---------- | --------------------------- |
| 3º                       | Juan José Chaparro Stivanello, C.M.F. | 2022-atual |                             |
| 2º                       | Fernando Carlos Maletti               | 2013-2022  | Faleceu                     |
| 1º                       | Fernando María Bargalló               | 1997-2012  |                             |
| Bispo-auxiliar           |                                       |            |                             |
|                          | Oscar Eduardo Miñarro                 | 2016-atual |                             |
| Administrador Apostólico |                                       |            |                             |
|                          | Alcides Jorge Pedro Casaretto         | 2012-2013  | Bispo emérito de San Isidro |